# 로버트 네일러
로버트 네일러(Robert Naylor, 1996년 7월 6일 ~ )는 캐나다의 배우이자 성우이다. 《내 친구 아서》에서 도라 윈프리드 리드(Dora Winifred Read) 역을 목소리 연기한 것으로 잘 알려져 있다.

## 출연 작품

### 영화
- 알렉스 앤 더 고스트 (2009)
- 신들의 전쟁 (2011)
- 페이커스 (2010)
- 얼론 위드 미스터 카터 (2011)
- cyberbu//y (2011)
- 피노키오: 당나귀 섬의 비밀 (2012) - 목소리
- 에브리띵 윌 비 파인 (2015)
- 1분 54초 (2016)
- 사하라 (2017) - 목소리
- 유령 마을 (2019)

### 텔레비전
- 서클 오브 프렌즈 (2006)
- 내 친구 아서 (2007-12) - 목소리
- 빙 휴먼 (2011)
- 헬릭스 (2014)